# Площадь Свободы (Сестрорецк)

## Местоположение

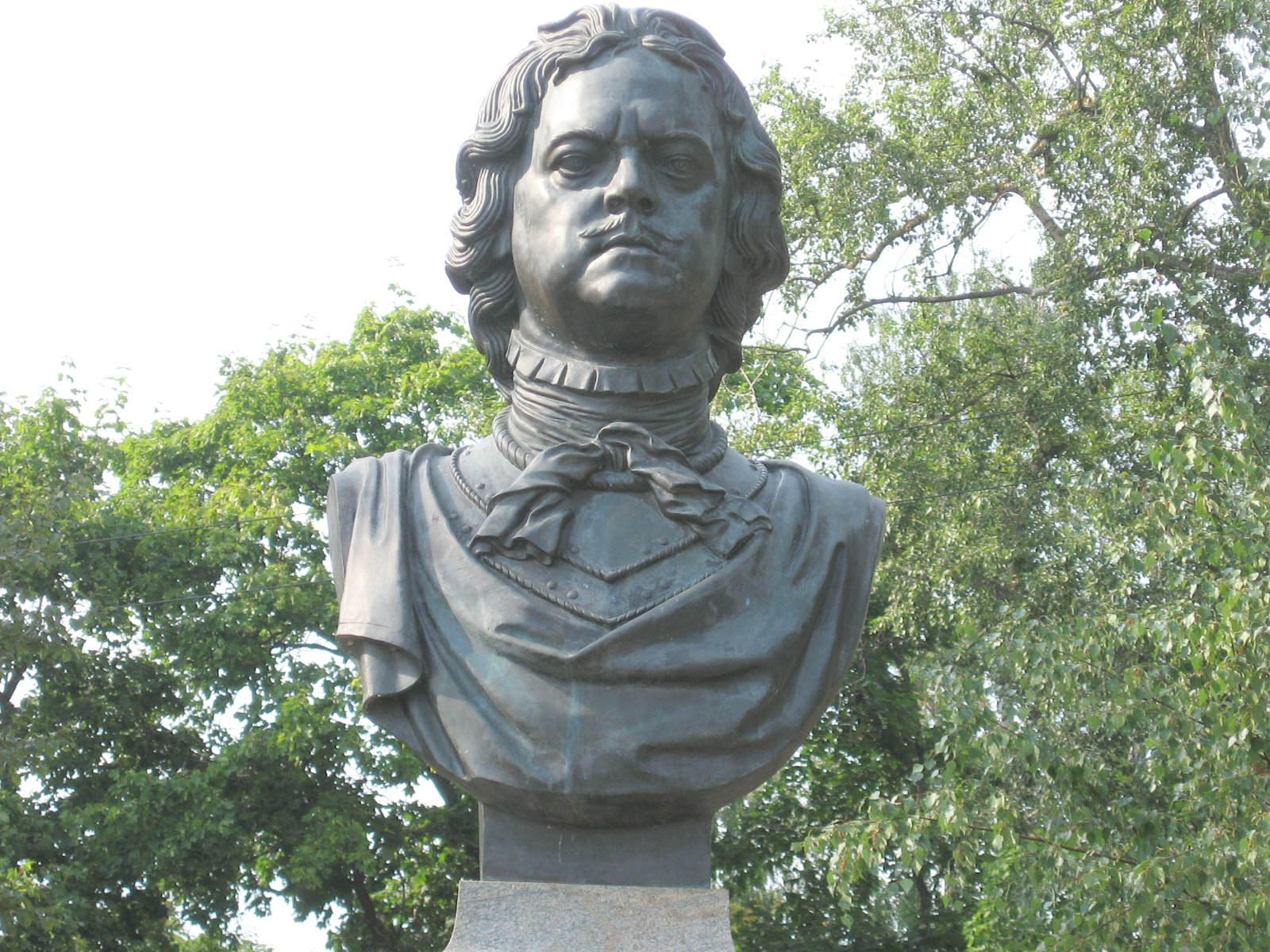
В центре площади перед исполкомом (бюст Петра I скульптор В., Петров, 2000 год

Площадь Свободы — Главная площадь в Сестрорецке (Курортный район Санкт-Петербурга). Находится между улицами Володарского и улицей Воскова. Переулком Свободы соединяется с Приморским шоссе. На площади находится бывший районный Исполком, в котором в настоящее время размещается администрация Курортного района Санкт-Петербурга. 

В. И. Ленин у 433 гимназии. Памятник установлен в 1965 г.по Решению Ленгорисполкома № 1007 от 18.09.1961 г. Скульптор Томский.

## История и достопримечательности

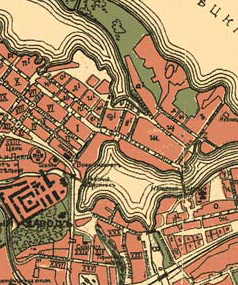
Район нынешней пл. Свободы до 1917 года

Первоначально в территорию площади входили Петропавловская площадь перед церковью Петра и Павла, улицы Госпитальная, Офицерская, часть Выборгской и Крещенской. Так здание казначейства и военной казармы, а после 1917 года погранотряда имело адрес до 1970 года улица Володарского дом 3 (ныне пл. Свободы д.3).
На основе здания погранотряда (8.03.1940 года начальник полковник Андреев, Андрей Матвеевич) с клубом свободного доступа, по ул. Володарского дом 3, где служил Коробицин, Андрей Иванович, в 1940 году был создан окружной пограничный лазарет. С началом ВОВ лазарет был расформирован, и его личный состав влился в части Ленинградского округа, принимал участие в обороне Ленинграда. Из врачей, медицинских сестёр, санитаров были сформированы медицинские бригады и направлены для медицинского обеспечения пограничных отрядов, отражавших натиск фашистских войск. В дальнейшем был сформирован медицинско-санитарный батальон в составе 1-й стрелковой дивизии войск НКВД. Командиром батальона стал военврач 1 ранга В. Гамов. В 1942 году медико-санитарный батальон вместе с дивизией вошёл в состав Красной Армии и получил наименование «36-й медико-санитарный батальон». В 1944 году командованием Главного управления погранвойск было принято решение образовать Сестрорецкий госпиталь Северо-Западных погранвойск России, работами руководил начальник терапевтической службы майор медицинской службы Беляев С. Госпиталь принял первого больного 25.04.1945 года. Первый начальник госпиталя Чесноков К. А. В 1952 году его сменил полковник Захаров А. Госпиталь занимал большую территорию между Сестрорецким Разливом и Церковным пер. (пер. Свободы) вдоль и по обе стороны ул. Госпитальной включая здания общежития, лабораторию, прачечную, котельную, гараж на 3-и машины, овощехранилище, мастерскую, склад дров, сад. Штат 120 человек.

Томский, Николай Васильевич — скульптор памятника В. И. Ленину в Сестрорецке. Первоначально был установлен в 1950 г. на Приморском шоссе у южного въезда в Сестрорецк, в 1963 г. перенесён на пл. Свободы; арх. А. И. Прибульский;

В июле-августе 1970 года, в связи с возрастанием количества воинских частей, находящихся в зоне медицинского обеспечения, объём работы постоянно возрастал и госпиталь перевели в переоборудованное здание площадью 4130 м²., бывшего детского интерната на ул. Полевую 14. На бывшей улице Госпитальной кроме госпиталя погранвойск, находилась детская клиника, чуть далее жил в своём доме Олицкий — главный врач больницы г. Сестрорецка. Госпитальная улица выходила на Офицерскую улицу.
К 100-летнему юбилею В. И. Ленина на месте госпиталя была сформирована современная площадь Свободы и построено здание районного исполкома. Улицы Госпитальная и Офицерская перестали существовать. В площадь включили здание Володарского 3, ставшее пл. Свободы 3. Улица Володарского стала чуть короче и начинается от здания военкомата.

В 1957 году 6-я школа (ныне — гимназия № 433) была двухэтажной, и памятник В. И. Ленину перед ней стоял совсем другой. Улица Володарского была очень узкой и вся утопала в кустах сирени и жасмина. Это была своеобразная визитная карточка Сестрорецка. Аллея, ведущая от здания пограничного госпиталя украшалась астрами. бегониями и гладиолусами. Начальник госпиталя, военврач Н.Чистяков, хирург по профессии, вывел более 700 сортов гладиолусов. Тогда в стране активно занимались селекцией, необходимо было решить задачу не только накормить, но и озеленить города и посёлки нашей Родины

Современный вид площади сформировался после 70х годах XX века, на месте бывшей до 1917 года Петропавловской площади, Офицерской улицы и района частной застройки вплотную примыкавшей к озеру Сестрорецкий Разлив. По этой территории было проложено Приморское шоссе, вдоль которого построены дома имени Никиты Сергеевича Хрущёва. Сейчас это Приморский бульвар Сестрорецка.
Площадь формировалась после пожара 1868 года. В 1870 году над строениями сестроречан уже виднелись купола вновь отстроенных двух православных церквей, лютеранской кирхи и синагоги.
В это время в Сестрорецке насчитывалось 8 казённых домов. 1050 домов «сельских обывателей», 16 мясных, 37 молочных, 25 хлебных, 9 питейных и трактирных, 10 «суровских» (мануфактурных), одна кондитерская, 2 булочных и 7 ремесленных заведений.
На Петропавловской площади выросло каменное здание гостиницы (до 1970 года ул. Володарского д.3, сейчас пл. Свободы 3), в котором в дальнейшем были казначейство, казарма, дом офицеров, в 50-е годы XX века госпиталь, затем общежитие военных. В 1893 году было построено деревянное здание ЦПШ (церковно-приходской школы), ныне музыкальная школа на пл. Свободы д. 2. В 1902 году построено здание ремесленного училища, ныне пл. Свободы д. 4. На месте церкви Петра и Павла в 1937 году было построено здание школы, и воздвигнут памятник Ленину, ныне пл. Свободы д. 6.

В соответствие с проектом детальной планировки в Сестрорецке в 70х годах XX века создаётся общественный центр. На берегу лагуны озера Разлив по проекту Щербина В. Н. в 1974 году построили здание Сестрорецкого РК КПСС, райисполкома с кинотеатром и выставочным залом. Здесь автор проекта отступил от привычных канонов сооружений подобных административных зданий. Объём здания решён таким образом, что он стал преградой между пространством озера и существующий жилой застройкой. Поднятые на опорах его переходные части образуют ещё и открытые дворики, что способствует единению с окружающей средой. Не нарушает ситуацию этого места и здание ПТУ «Интурист» построенное в 1978 году архитекторами Каменским Н. В. и Хотиным В. Г. Его сложный объём с выразительным силуэтом завершает это градостроительное образование на северном берегу лагуны.

### Фотогалерея

Площадь Свободы до 1917 года
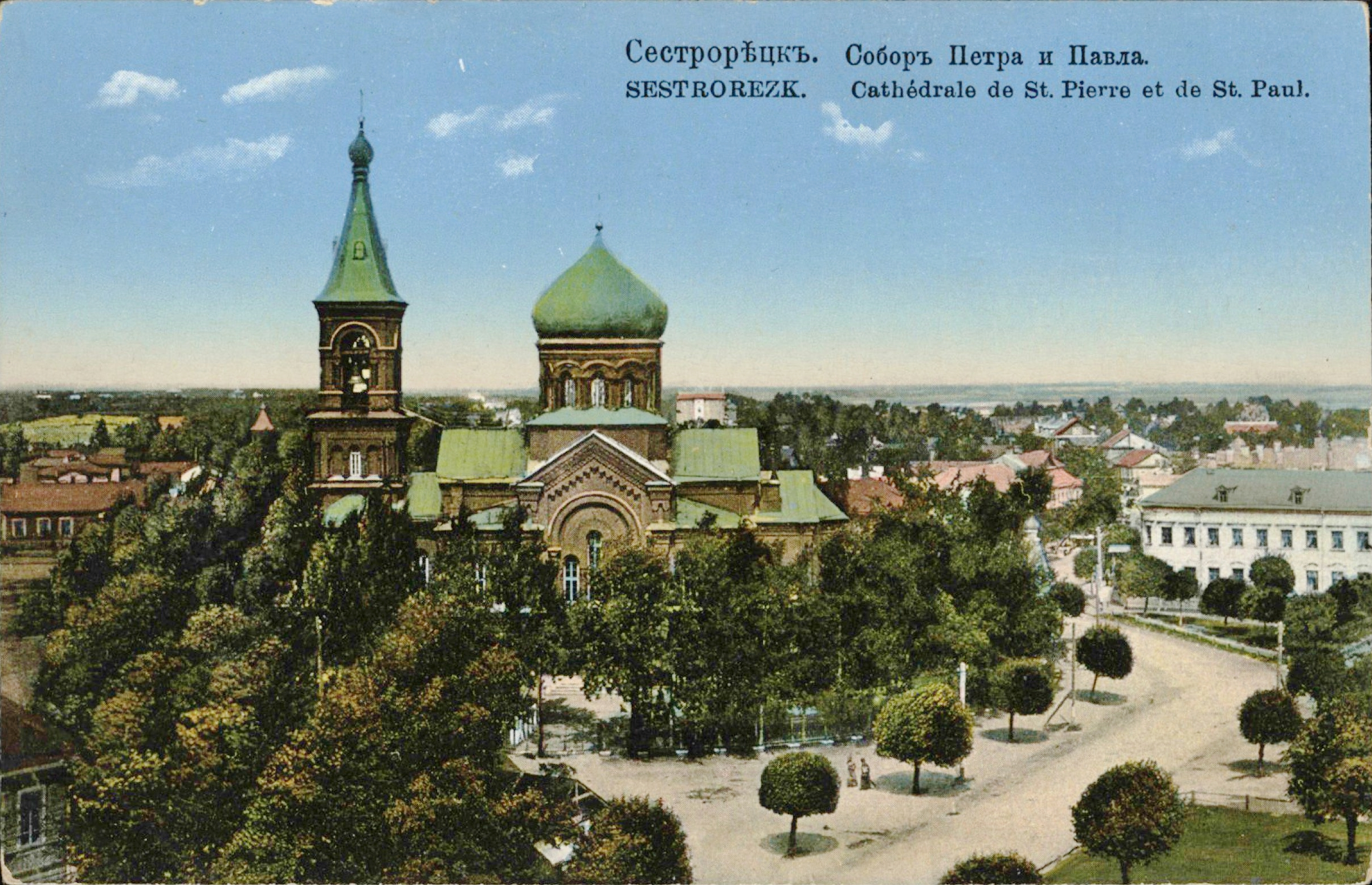
На этом месте 433 гимназия
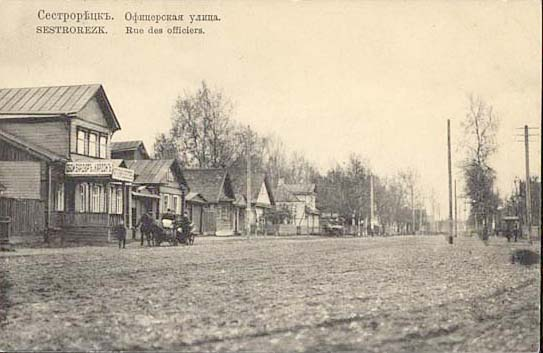
Офицерская улица до 1917 года, здесь ПТУ-120
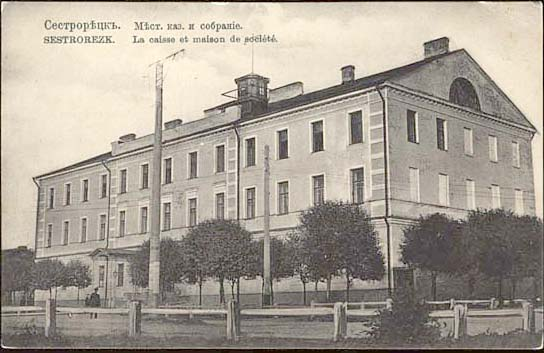
Пл. Свободы 3 до 1917 года

Площадь Свободы в XXI веке
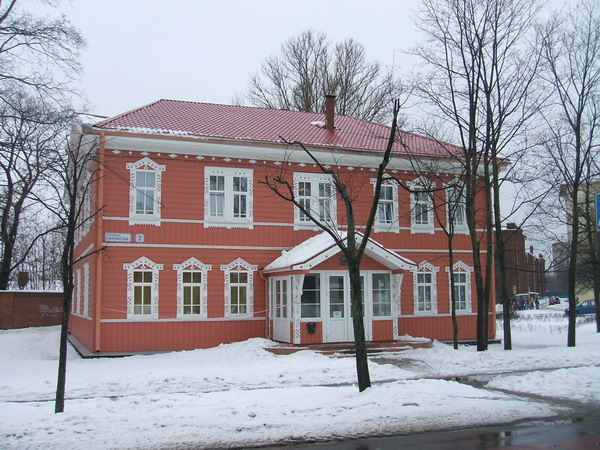
Площадь Свободы 2. Музыкальная школа
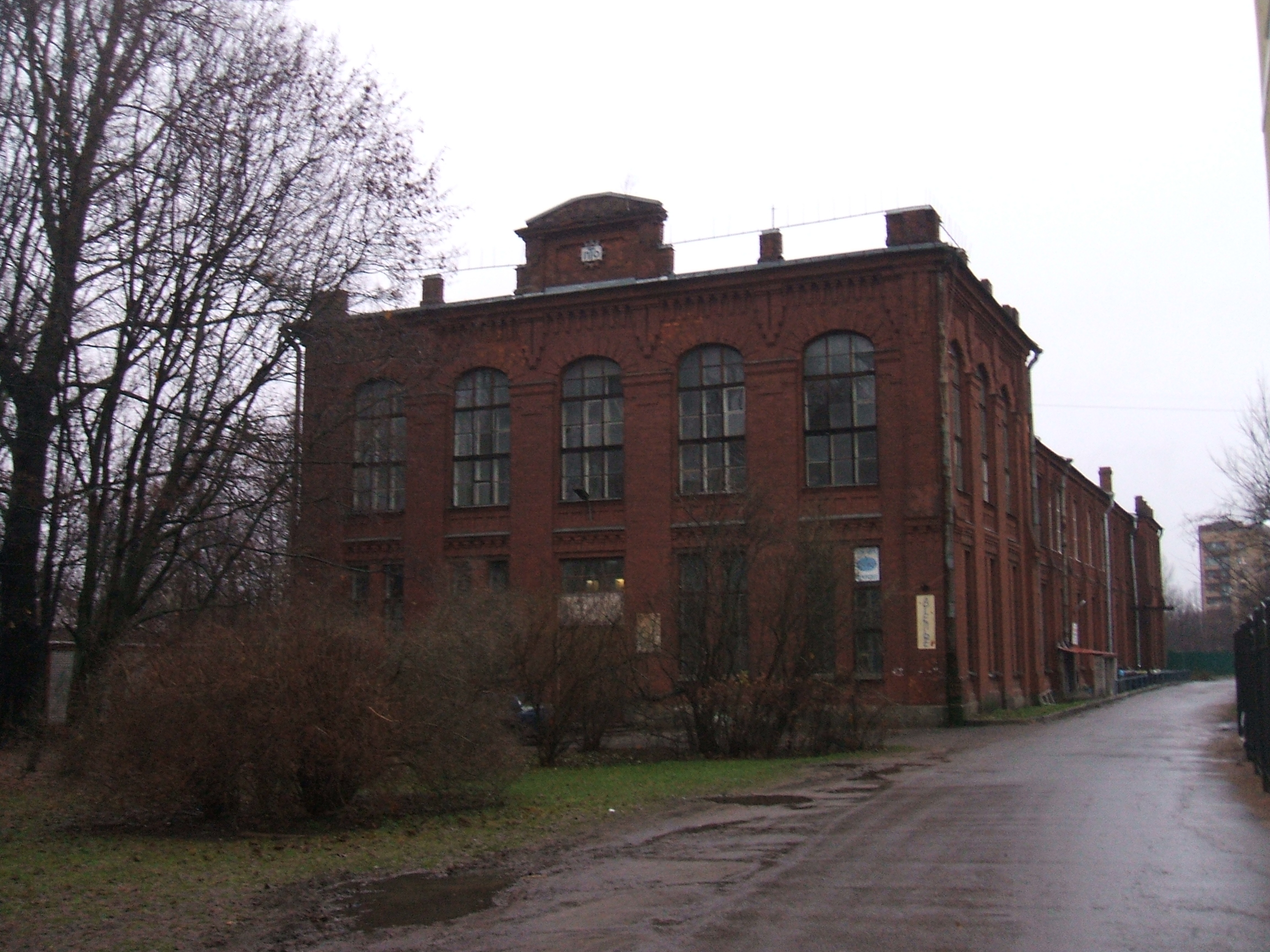
Площадь Свободы 4. ПТУ-120
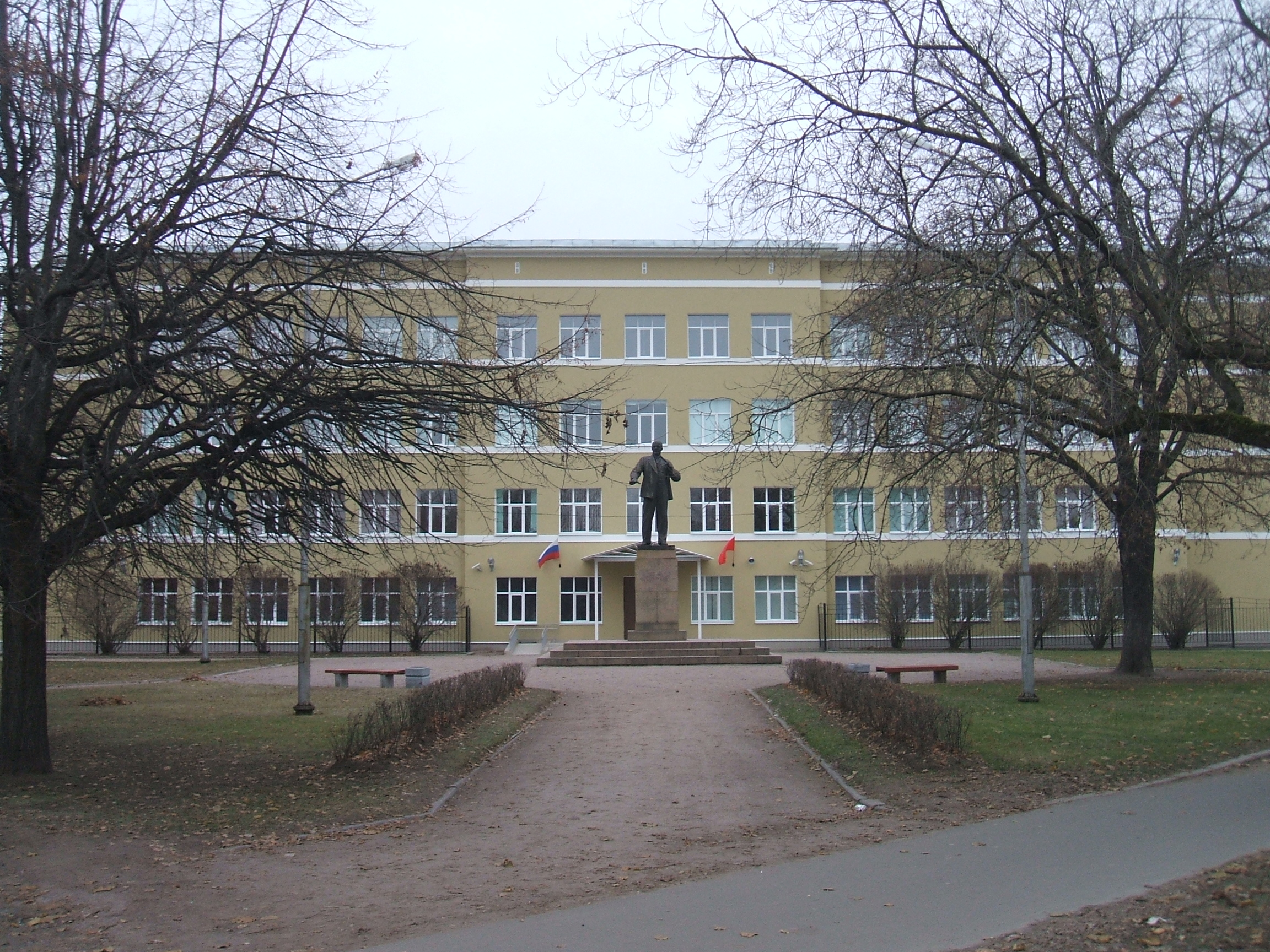
Площадь Свободы 6. Гимназия №433
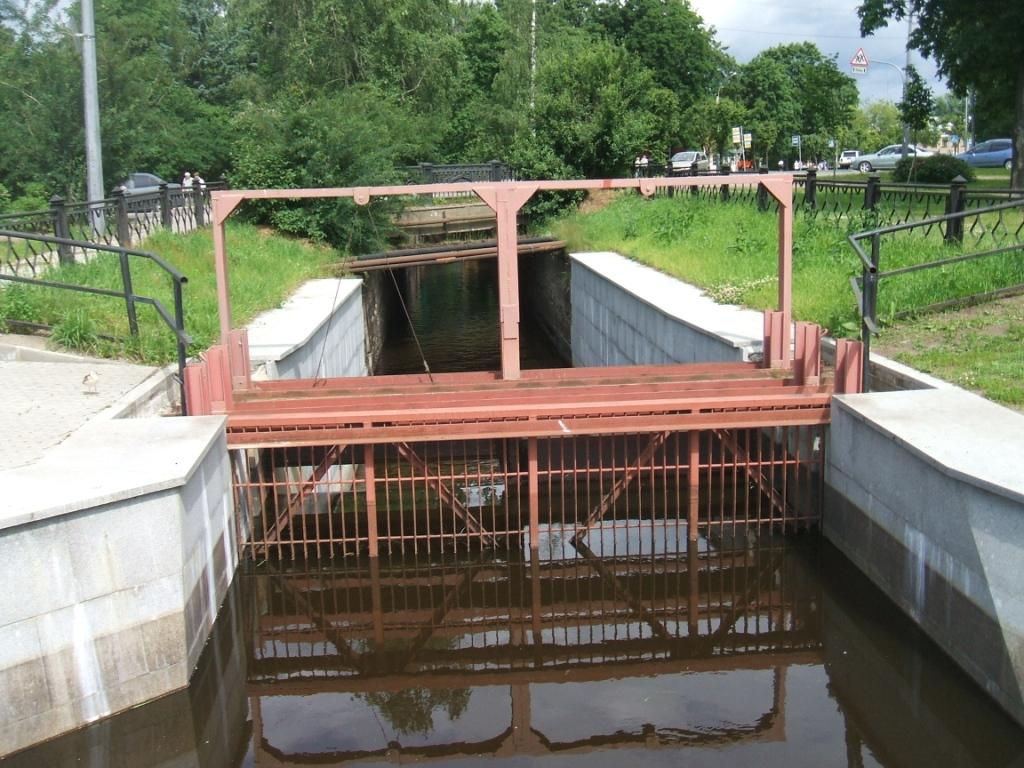
Граница площади Свободы и улицы Воскова.
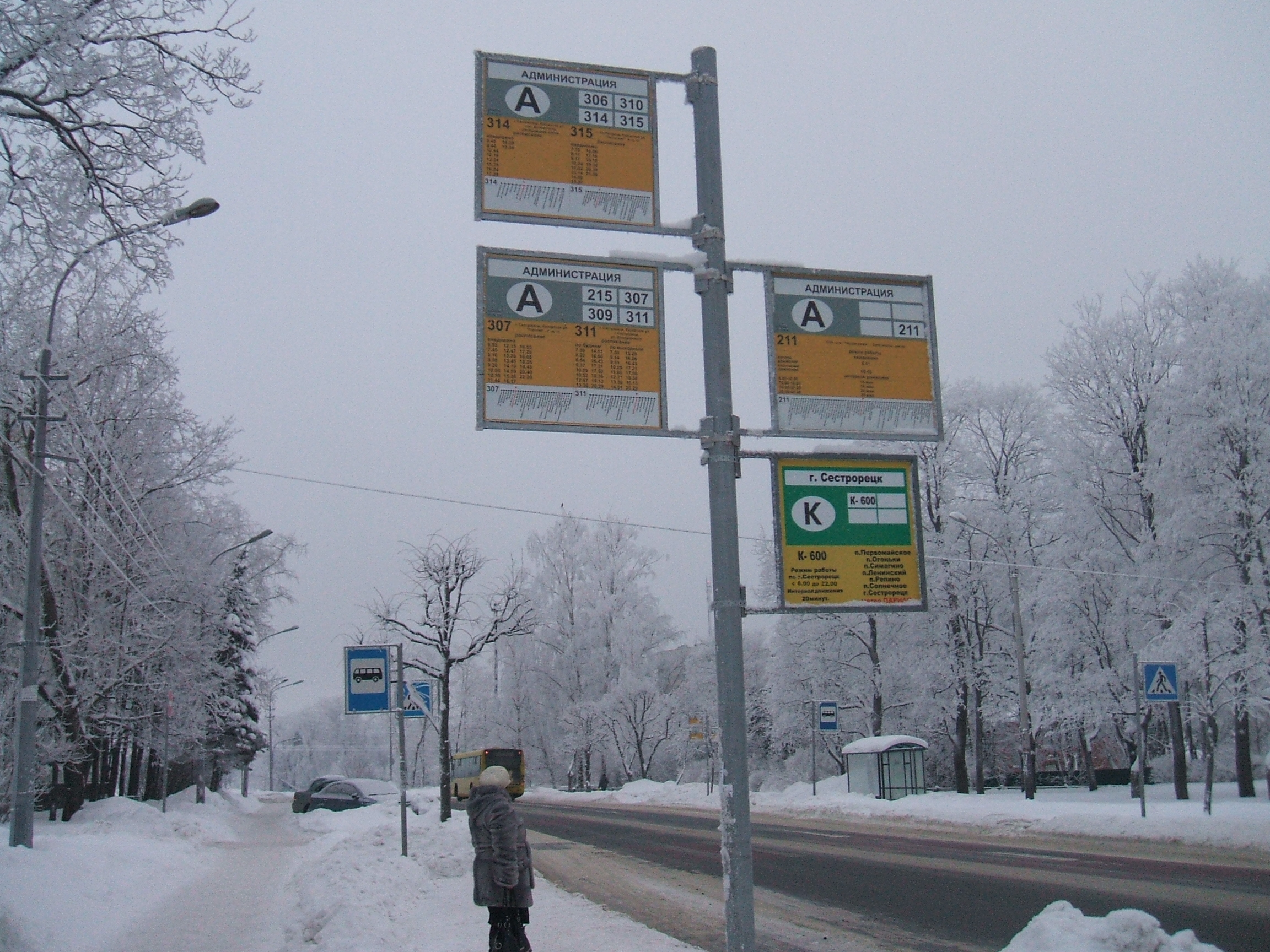
Остановка на площади Свободы
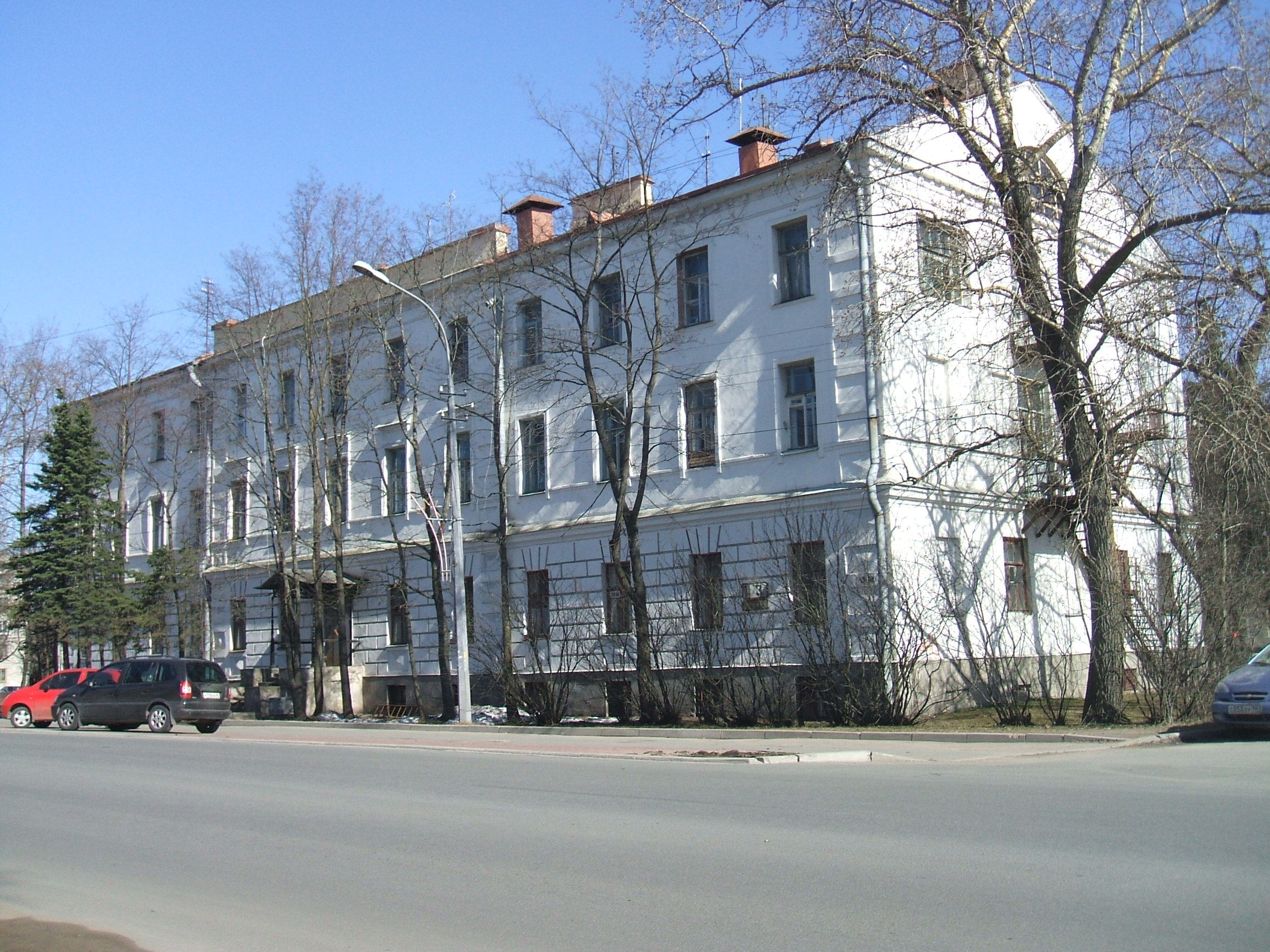
Офицерский дом. Пл.Свободы 3
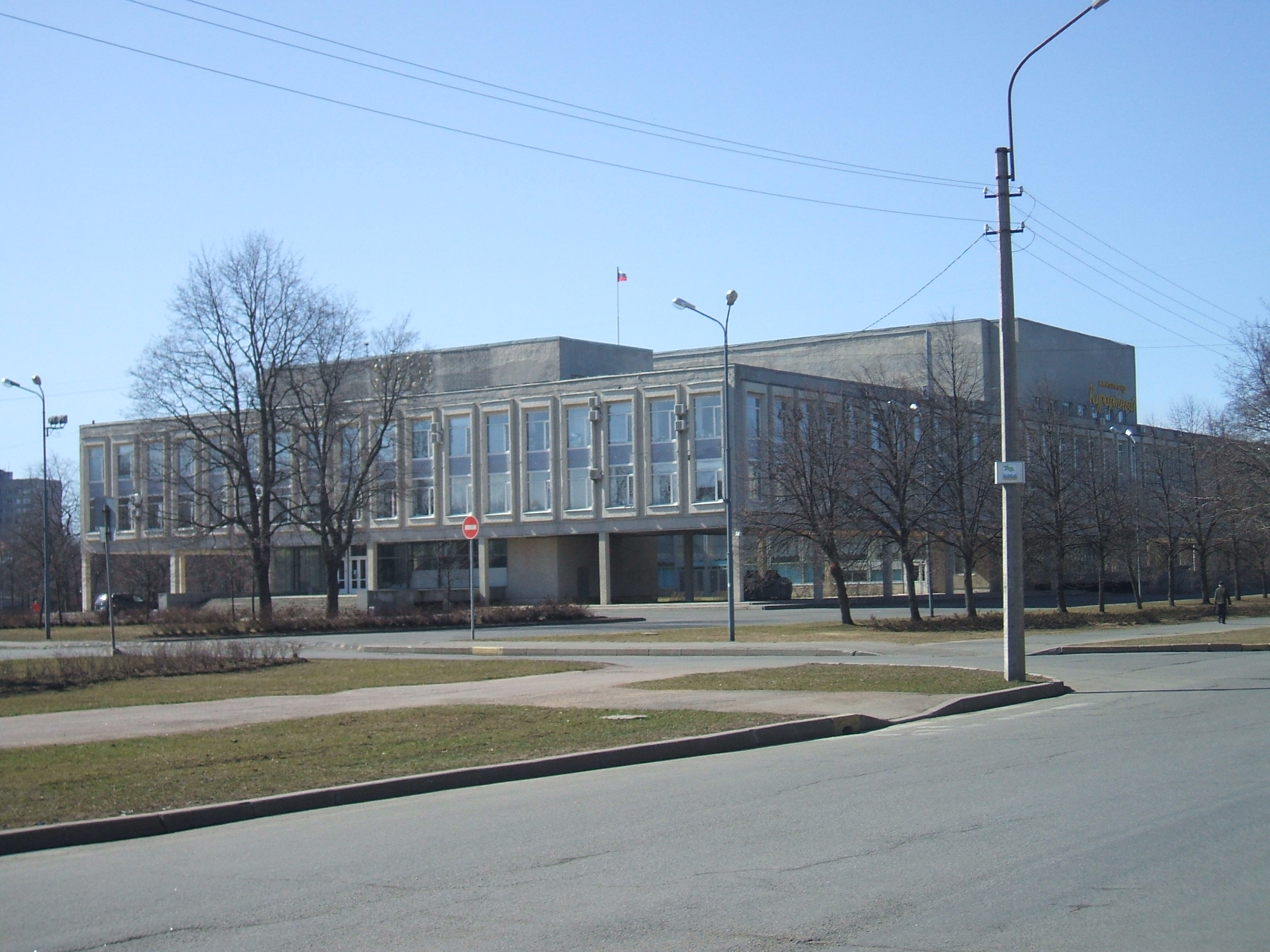
Кинотеатр-концертный зал. Пл.Свободы д.1
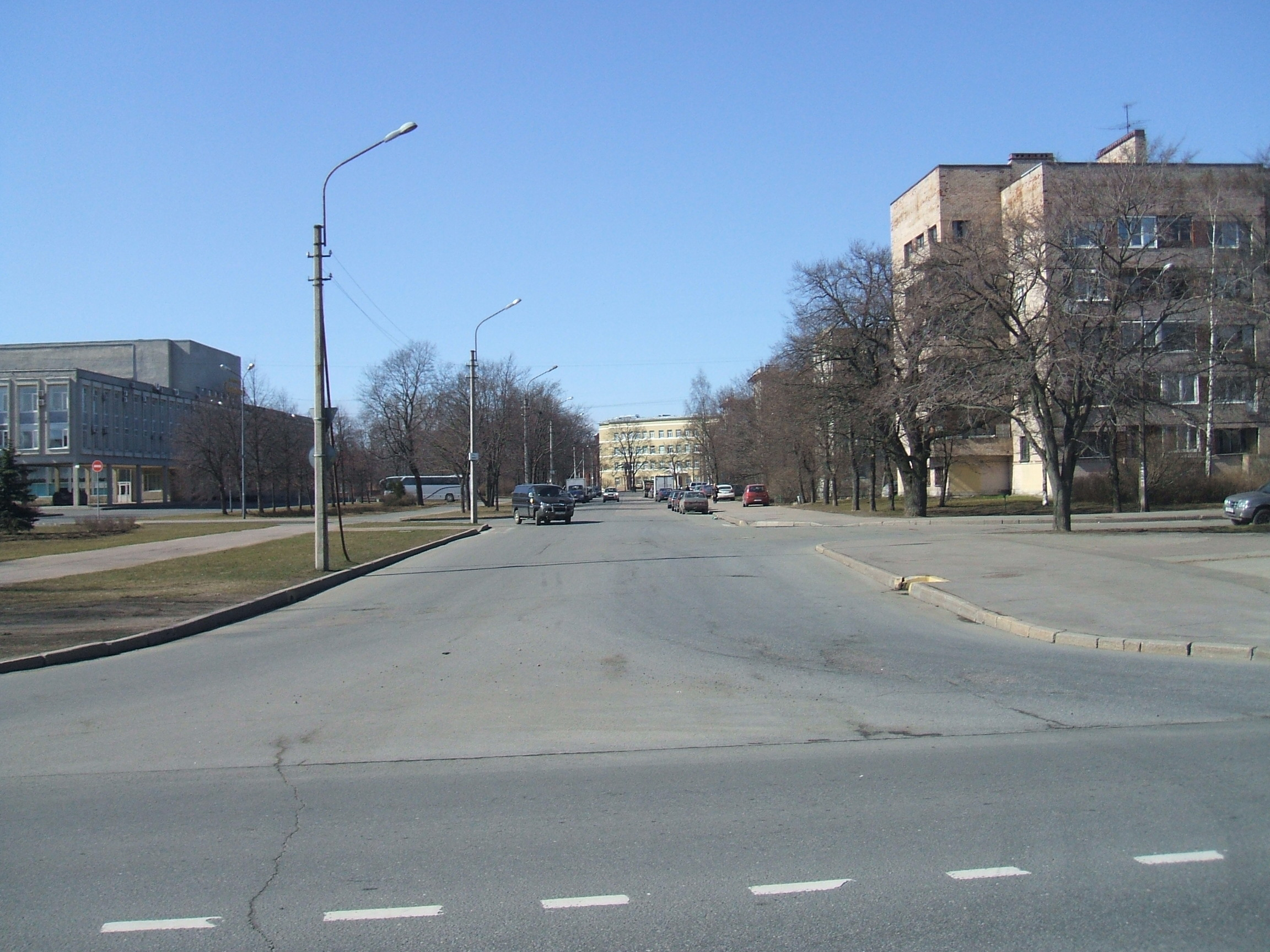
Переулок Свободы (Церковный переулок)